# Histricostoma caucasicum
Espèce
Synonymes
- Nemastoma caucasicum Redikortsev, 1936

Histricostoma caucasicum est une espèce d'opilions dyspnois de la famille des Nemastomatidae.

## Distribution
Cette espèce se rencontre en Géorgie, en Russie dans le kraï de Krasnodar, en Azerbaïdjan, en Arménie et en Turquie dans la province d'Artvin.

## Description
Le mâle holotype mesure 1,75 mm.
Les mâles mesurent de 1,65 à 1,83 mm et les femelles de 1,8 à 1,9 mm.

## Systématique et taxinomie
Cette espèce a été décrite sous le protonyme Nemastoma caucasicum par Redikortsev en 1936. Elle est placée dans le genre Histricostoma par Staręga en 1966.

## Étymologie
Son nom d'espèce lui a été donné en référence au lieu de sa découverte, le Caucase.

## Publication originale
- Redikortsev, 1936 : « Материалы к фауне Опилионес СССР - Materialy k faune Opiliones SSSR - Beiträge zur Opilioniden-Fauna von U.S.S.R. » Proceedings of the Zoological Institute of the Russian Academy of Sciences, vol. 3, p. 33–57.